# Gary Cooper
Gary Cooper (nascido Frank James Cooper; Helena, 7 de maio de 1901 – Los Angeles, 13 de maio de 1961) foi um ator estadunidense duas vezes vencedor do prêmio Oscar de melhor ator. Sua carreira durou desde a década de 1920 até o ano de sua morte, tendo atuado em mais de cem filmes. Ele era reconhecido por seu forte estilo de atuação, e pelos vários papéis que teve em filmes do gênero Western.

## Biografia
Cooper desde criança ajudava seu pai a cuidar do rancho da família. Na infância também passou uma temporada na Inglaterra junto com a sua mãe e seu irmão. De volta aos EUA. continuou a ajudar o pai no rancho. Até que entrou para a faculdade, onde teve o primeiro contato com a arte da atuação. Em 1925 começou a participar como extra em produções hollywoodianas, até que em 1926 conseguiu seu primeiro papel de (coadjuvante/secundário), começando assim sua brilhante carreira no mundo do cinema.
Cooper foi casado apenas uma vez de 1933 até a sua morte em 1961, com Sandra Shaw com quem teve uma filha. Apesar de ter sido casado durante todo esse tempo, o ator ficou famoso pela sua extensa lista de amantes ao longo do casamento.
Em 1960 fez duas cirurgias para retirada de câncer de próstata e em seguida no cólon. Os médicos acreditavam que ele estava curado, até que em 1961, quando estava filmando em Inglaterra, o ator começou a sentir fortes dores no pescoço e no ombro e após uma consulta descobriu que o câncer havia se espalhado para o pulmão e os ossos. O ator acabou optando por não fazer tratamentos pesados e acabou falecendo no mesmo ano, aos 60 anos de idade. Encontra-se sepultado em Sacred Hearts of Jesus & Mary R.C. Cemetery, Condado de Suffolk, Nova Iorque nos Estados Unidos.

## Filmografia
- Dick Turpin (1925)
- The Thundering Herd (1925)
- Wild Horse Mesa (1925)
- The Lucky Horseshoe (1925)

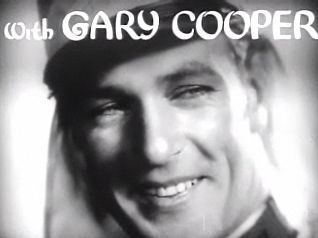
Morocco (1930).

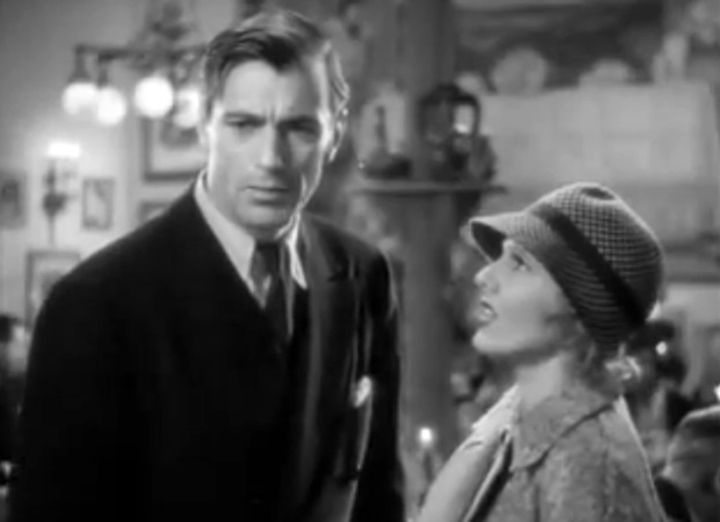
Com Jean Arthur em Mr. Deeds Goes to Town (1936).

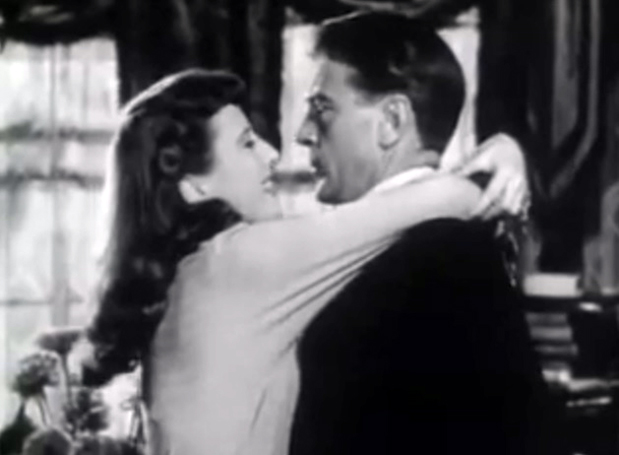
Com Barbara Stanwyck em Ball of Fire (1941).

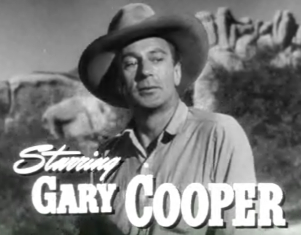
Along Came Jones (1945).

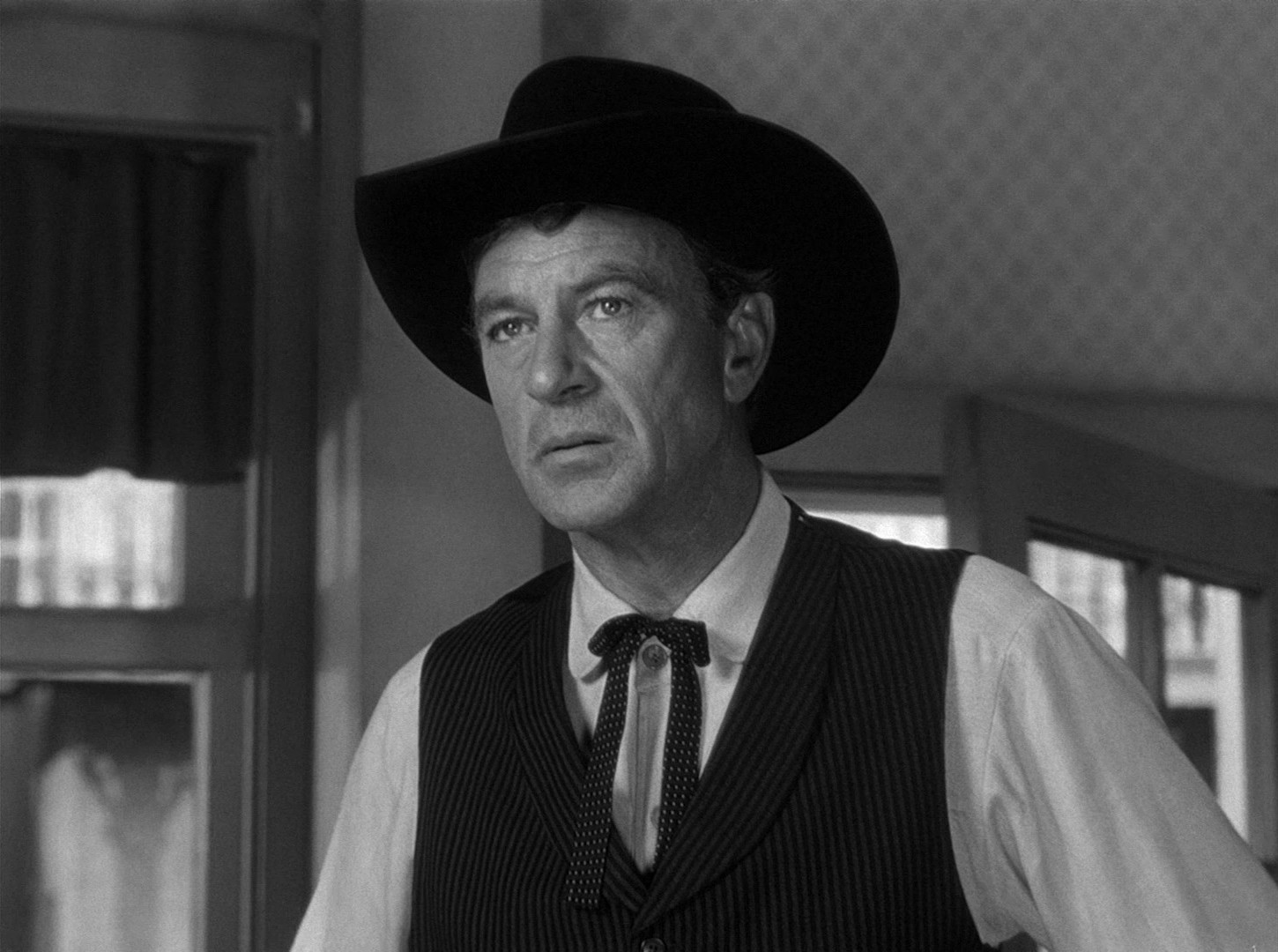
High Noon (1952).

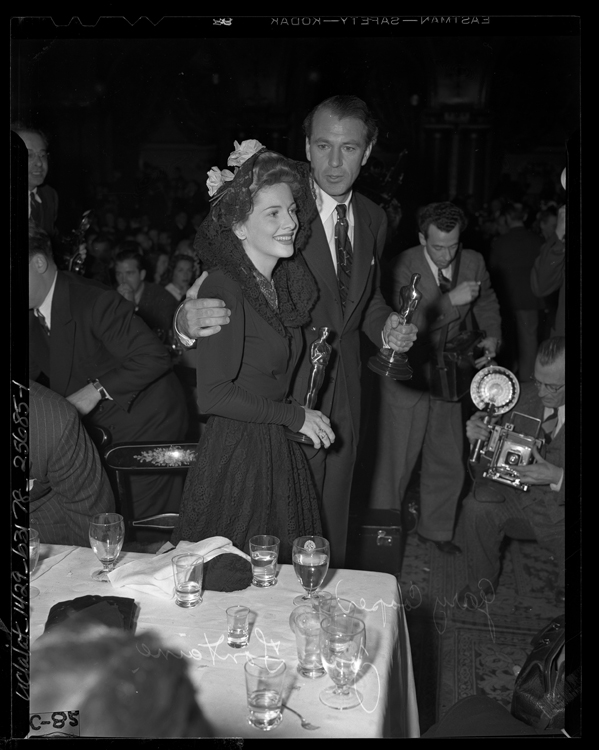
Com Joan Fontaine na entrega do prêmio Oscar em 1942.

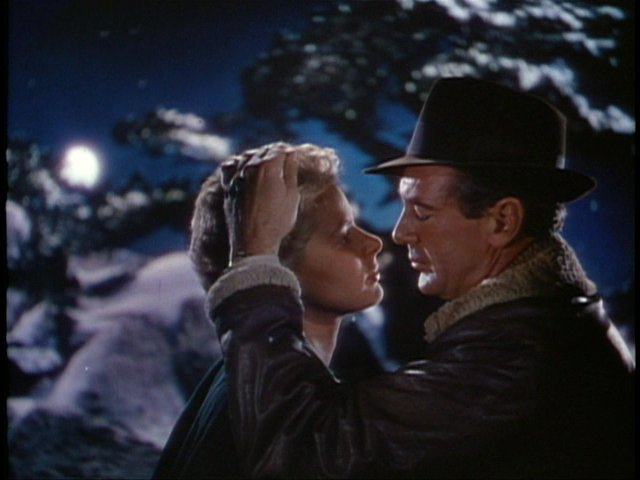
Com Ingrid Bergman em For Whom the Bell Tolls (1943).

- The Vanishing American ("Alma Cabocla") (1925)
- The Eagle ("O Águia") (1925)
- Tricks (1925)
- Three Pals (1926)
- The Enchanted Hill ("A Montanha Encantada") (1926)
- Watch Your Wife (1926)
- The Winning of Barbara Worth ("O Beijo Ardente") (1926)
- Old Ironsides (1926)
- It (1927)
- Arizona Bound (1927)
- Children of Divorce (1927)
- The Last Outlaw (1927)
- Wings ("Asas") (1927)
- The Spider's Net (1927) - seriado construído com cenas de arquivo.[3]
- Nevada (1927)
- Half a Bride (1928)
- Beau Sabreur (1928)
- Doomsday (1928)
- The Legion of the Condemned (1928)
- Lilac Time (1928)
- The First Kiss (1928)
- The Shopworn Angel (1928)
- The Wolf Song (1929)
- Betrayal (1929)
- The Virginian ("Agora ou Nunca") (1929)
- Seven Days' Leave (1930)
- Only the Brave (1930)
- Paramount on Parade (1930)
- The Texan (1930)
- A Man from Wyoming (1930)
- The Spoilers (1930)
- Morocco ("Marrocos") (1930)
- Fighting Caravans (1931)
- City Streets (1931)
- I Take This Woman (1931)
- His Woman (1931)
- Make Me a Star (1932) (Participação)
- Devil and the Deep (1932)
- A Farewell to Arms ("Adeus às Armas") (1932)
- If I Had a Million (1932)
- Today We Live (1933)
- One Sunday Afternoon (1933)
- Alice in Wonderland (1933) (Alice no País das Maravilhas) (1933)
- Design for Living (1933)
- Operator 13 (1934)
- Now and Forever (1934)
- The Lives of a Bengal Lancer" ("Lanceiros da Índia") (1935)
- The Wedding Night (1935)
- Peter Ibbetson (1935)
- Desire (1936)
- Mr. Deeds Goes to Town ("O Galante Mr. Deeds") (1936)
- Hollywood Boulevard (1936) (Participação)
- The General Died at Dawn (1936)
- The Plainsman (1936)
- Souls at Sea (1937)
- Bluebeard's Eighth Wife (1938)
- The Adventures of Marco Polo (1938)
- The Cowboy and the Lady (1938)
- Beau Geste (1939)
- The Real Glory ("A Verdadeira Glória") (1939)
- The Westerner ("A Última Fronteira") (1940)
- North West Mounted Police ("Legião de Heróis") (1940) (Primeiro filme em Technicolor)
- Meet John Doe ("Adorável Vagabundo") (1941)
- Sergeant York ("Sargento York") (1941)
- Ball of Fire ("Bola de Fogo") (1941)
- The Pride of the Yankees ("Ídolo, Amante e Herói") (1942)
- For Whom the Bell Tolls ("Por Quem os Sinos Dobram") (1943)
- The Story of Dr. Wassell (1944)
- Casanova Brown (1944)
- Along Came Jones (1945)
- Saratoga Trunk (1945)
- Cloak and Dagger (1946)
- Variety Girl (1947) (Participação)
- Unconquered (1947)
- Good Sam (1948)
- The Fountainhead ("Vontade Indômita") (1949)
- It's a Great Feeling (1949) (Participação)
- Task Force (1949)
- Bright Leaf (1950)
- Dallas (1950)
- You're in the Navy Now (1951)
- It's a Big Country (1951)
- Starlift (1951) (Participação)
- Distant Drums ("Tambores Distantes") (1951)
- High Noon ("Matar ou Morrer") (1952)
- Springfield Rifle (1952)
- Return to Paradise (1953)
- Blowing Wild (1953)
- Boum sur Paris (1954)
- Garden of Evil (1954)
- Vera Cruz (1954)
- The Court-Martial of Billy Mitchell (1955)
- Friendly Persuasion ("Sublime Tentação") (1956)
- Love in the Afternoon ("Amor na Tarde") (1957)
- Ten North Frederick (1958)
- Man of the West ("O Homem do Oeste") (1958)
- The Hanging Tree ("A Árvore dos Enforcados") (1959)
- Alias Jesse James (1959) (Participação)
- They Came To Cordura (1959)
- Premier Khrushchev in the USA (1959) (documentário)
- The Wreck of the Mary Deare ("O Navio Condenado") (1959)
- The Naked Edge (1961)

## Premiações
5 indicações e 2 premiações do Óscar de Melhor Ator, nos seguintes filmes
- Mr. Deeds Goes to Town (1936)
- Sergeant York (1941) Vencedor
- The Pride of the Yankees (1942)
- For Whom the Bell Tolls (1943)
- High Noon (1952) Vencedor

Recebeu em 1961 um prêmio Óscar Honorário pelo conjunto da obra.
Em 1999, o American Film Institute nomeou Cooper como o décimo-primeiro maior ator de todos os tempos.